# Mel Duarte
Mel Amaro Duarte (São Paulo, 19 de novembro de 1988) é uma escritora, poeta, slammer e produtora cultural brasileira.

## Biografia
Mel Duarte nasceu na cidade de São Paulo, em 1988. Começou a escrever aos 8 anos de idade e atua com literatura desde 2006 quando começou a participar de saraus pela cidade de São Paulo. Graduada em Comunicação Social, já trabalhou com produção em canais de TV, agências de publicidade e produtoras de vídeo, até focar totalmente na arte das palavras.
Em 2016 foi destaque no sarau de abertura da FLIP (Festa Literária Internacional de Paraty). e foi a primeira mulher a vencer o Rio Poetry Slam (campeonato internacional de poesia) que integra a programação da FLUP (Festa Literária das Periferias) no Rio de Janeiro. Em 2017, foi convidada a representar a literatura brasileira no Festival de Literatura Luso-Afro-Brasileira (Festilab Taag) em Luanda, Angola
Atualmente a poeta é uma das organizadoras da edição paulista do Slam das Minas, um slam voltado para o gênero feminino e durante 6 anos integrou o coletivo “Poetas Ambulantes”, que distribui e declama poesias dentro dos transportes públicos.
Na publicidade, Mel já integrou o casting de campanhas como #VaiGarota, do Banco Itaú (2018), Olla (2017), Natura (2017) e Fundação Telefônica (2016).

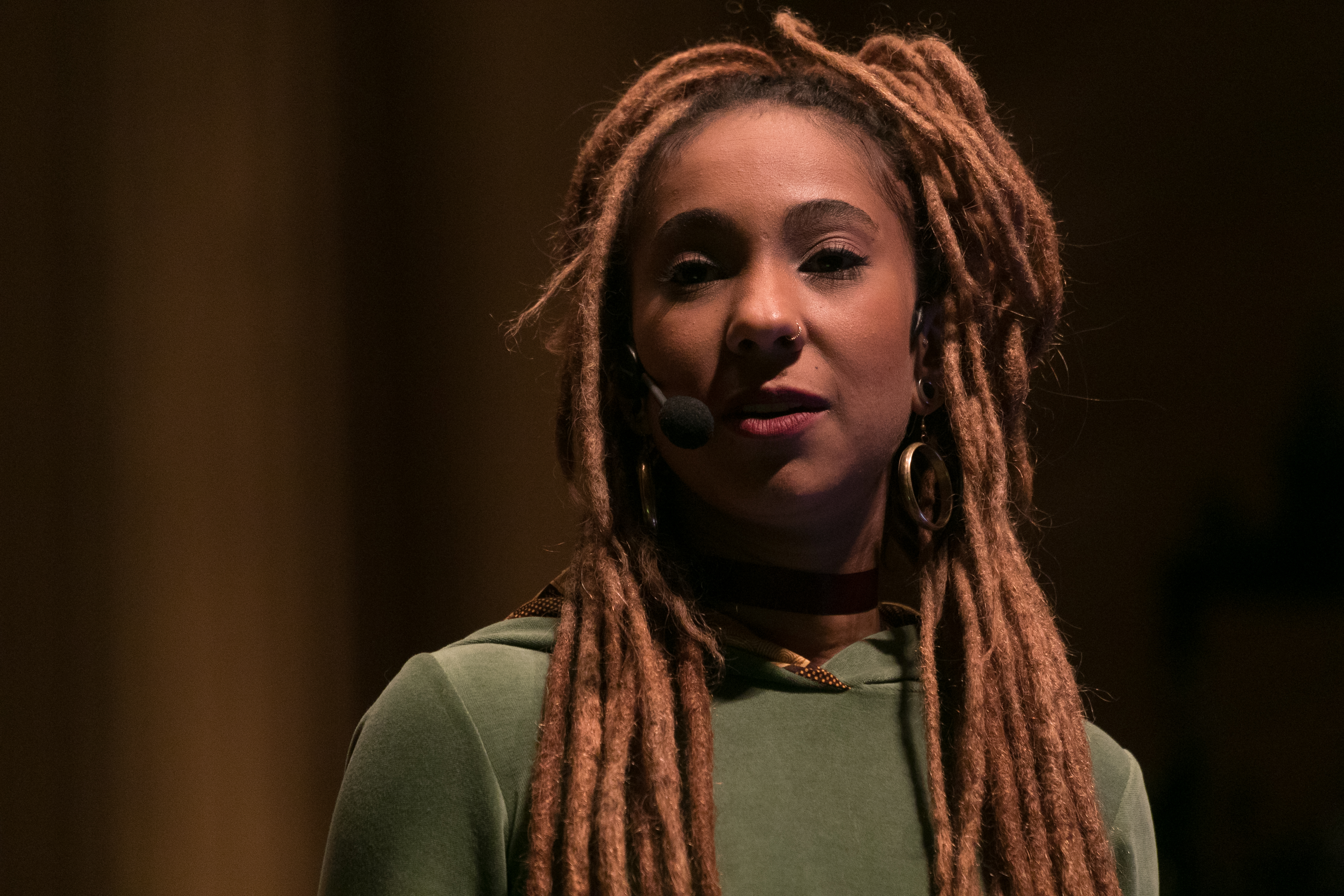
Mel Duarte, em palestra no TEDxSãoPaulo, em 6 de novembro de 2017

A escritora também já esteve no TED x Talks em 2016 e 2017.
Seu primeiro livro de poesias, Fragmentos dispersos, foi publicado de forma independente em 2013. Seus poemas retratam a vida e a luta das mulheres negras de sua geração e também permeiam questões políticas, sociais, espirituais e afetivas.
O livro Negra Nua Crua, seu segundo livro de poesias, foi lançado em 2016 pela editora Ijumma. O livro foi dividido em três partes, onde cada uma delas se refere ao título. Em “Negra”, a autora levanta questões raciais como o preconceito e a solidão da mulher negra. A segunda parte do livro, "Nua", traz poemas sobre o prazer, a sedução e o desejo. Na última parte, "Crua", estão reunidos os poemas engajados, de matriz política, sobre as bandeiras de luta por uma legítima cultura periférica. Em 2017, o livro ganhou uma versão em audiolivro, sendo narrado pela própria autora. Em 2018, o livro foi publicado na Espanha, com o título Negra Desnuda Cruda.
Em 2019, Mel Duarte lança Mormaço – Entre Outras Formas de Calor, um álbum de poemas declamados no estilo spoken word, com participações das cantoras Bia Ferreira e Nina Oliveira e do rapper Amiri.

## Obras
- 2013 - Fragmentos Dispersos - Independente
- 2016 - Negra Nua Crua - Editora Ijumaa

Na Espanha: Negra Desnuda Cruda - Ediciones Ambulantes, 2018

### Antologia
- 2019 - Querem nos calar: poemas para serem lidos em voz alta - Editora Planeta - ISBN 9788542215953

### Audiolivro
- 2017 - Negra Nua Crua - Editora Tocalivros

### Discografia
- 2019 - Mormaço – Entre Outras Formas de Calor